# Andrea Ferris
Andrea Ferris Quintero (* 21. September 1987 in La Chorrera) ist eine panamaische Mittel- und Langstreckenläuferin.

## Sportliche Laufbahn
Erstmals bei einer internationalen Meisterschaft, trat Andrea Ferris bei den Zentralamerikameisterschaften 2002 in San José an, bei denen sie den fünften Platz über 5000 Meter erreichte. Ein Jahr später gewann sie bei den Jugendzentralamerikameisterschaften die Goldmedaille über 3000 Meter sowie Bronze über 1500 Meter. 2004 gewann sie Gold und Silber über 5000 und 1500 Meter bei den Juniorenzentralamerikameisterschaften. Bei den Zentralamerikameisterschaften in Managua gewann sie die Bronzemedaille über 1500 Meter, wurde fünfte über 5000 Meter und Vierte mit der panamaischen 4-mal-400-Meter-Staffel. Zugleich musste sie ihren Lauf über 10.000 Meter vorzeitig beenden. 2005 gewann sie bei den Juniorenzentralamerikameisterschaften drei Goldmedaillen über 1500, 5000 und 10.000 Meter. Bei den Zentralamerikameisterschaften wurde sie Vierte über 1500 Meter sowie Fünfte über 5000 und 10.000 Meter. Zudem nahm sie auch an den Juniorensüdamerikameisterschaften in Rosario teil und belegte dort Platz sieben über 5000 Meter und Platz neun über 1500 Meter.
2006 gewann sie bei den Juniorenzentralamerikameisterschaften in Guatemala-Stadt die Goldmedaillen über 1500 und 5000 Meter und belegte über 3000 Meter den vierten Platz. Bei den Südamerikameisterschaften in Tunja belegte sie Platz vier über 800 Meter und musste ihren Lauf über 1500 Meter vorzeitig beenden. 2007 gewann sie bei den Zentralamerikaspielen in San José Gold über 1500 Meter sowie Bronze über 800 Meter und mit der 4-mal-400-Meter-Staffel. 2008 nahm sie zum ersten Mal an den Ibero-amerikanischen Meisterschaften in Iquique teil, wurde dort Sechste über 3000 Meter, Achte über 1500 Meter und schied über 800 Meter in der Vorrunde aus. Bei den U23-Südamerikameisterschaften in Lima gewann sie die Bronzemedaille über 1500 Meter und belegte über 800 Meter Platz vier. 2009 belegte sie bei den Südamerikameisterschaften jeweils den vierten Platz über 800 und 1500 Meter.
2010 gewann sie bei den Zentralamerikaspielen in Panama-Stadt die Goldmedaillen über 800 und 1500 Meter, im Hindernislauf und mit der 4-mal-400-Meter-Staffel und stellte dabei drei neue Meisterschaftsrekorde auf. Es folgte die Silbermedaille über 800 Meter und ein vierter Platz über 1500 Meter bei den Zentralamerika- und Karibikspielen in Mayagüez. Bei den Ibero-amerikanischen Meisterschaften in San Fernando gewann sie die Goldmedaille im 800-Meter-Lauf. Bei den Zentralamerikameisterschaften gewann sie wie bei den Spielen zuvor vier Goldmedaillen. 2011 gewann sie die Silbermedaille über 800 Meter bei den Südamerikameisterschaften in Buenos Aires. Zudem gewann sie bei den Zentralamerikameisterschaften die Goldmedaillen über 800 und 1500 Meter sowie Silber über 400 Meter und mit der Staffel. 2012 nahm sie an den Crosslauf-Südamerikameisterschaften in Lima teil und belegte dort den elften Platz. Bei den Zentralamerikameisterschaften in Managua gewann sie Gold über 400, 800 und 1500 Meter sowie Bronze mit der panamaischen Staffel. Anschließend gewann sie bei den Ibero-amerikanischen Meisterschaften in Barquisimeto die Silbermedaille über 1500 Meter und belegte Platz sechs über 800 Meter. Sie qualifizierte sich zudem für die Olympischen Spiele in London, bei denen sie über 800 Meter mit 2:05,59 min in der ersten Runde ausschied.
2013 gewann Andrea Ferris bei den Zentralamerikaspielen in San José die Goldmedaillen über 800 und 1500 Meter, Silber mit der Staffel und belegte über 400 Meter Platz vier. Bei den Südamerikameisterschaften in Cartagena gewann sie die Bronzemedaillen über 800 und 1500 Meter. Gegen Ende des Jahres gewann sie bei den Juegos Bolivarianos in Trujillo die Silbermedaille über 800 Meter sowie Bronze im Hindernislauf und über 1500 Meter. 2014 gewann sie bei den Südamerikaspielen in Santiago de Chile die Silbermedaille über 1500 Meter und belegte im Hindernislauf Platz vier. 2015 gewann sie bei den Zentralamerikameisterschaften noch einmal drei Goldmedaillen über 800 und 1500 Meter sowie über 3000 m Hindernis. Bei den Südamerikameisterschaften in Lima belegte sie Platz sechs über 800 Meter. Zudem nahm sie zum ersten Mal an den Panamerikanischen Spielen in Toronto teil und wurde dort Achte über 1500 Meter und Neunte im Hindernislauf. 2017 belegte sie bei den Meisterschaften in Luque den vierten Platz über 800 Meter. Im November gewann sie bei den Juegos Bolivarianos in Santa Marta mit 10:09,05 min die Bronzemedaille im Hindernislauf.
2011 wurde Ferris panamaische Meisterin über 400 Meter.

## Persönliche Bestzeiten
- 400 Meter: 54,73 s, 18. September 2010 in Guatemala-Stadt
- 800 Meter: 2:01,63 min, 12. Mai 2012 in Ponce (Panamaischer Rekord)
- 1500 Meter: 4:15,22 min, 26. November 2013 in Trujillo (Panamaischer Rekord)
- 3000 Meter: 9:45,00 min, 26. Mai 2010 in Uberlândia (Panamaischer Rekord)
- 3000 m Hindernis: 10:03,21 min, 28. November 2013 in Trujillo